# David Kopay
David Marquette Kopay (Chicago, Illinois, 28 de junio de 1942) es jugador retirado de fútbol americano de Estados Unidos, que se convirtió en 1975 en el primer jugador de fútbol americano profesional en salir del armario. Lo hizo al tener tres años fuera de la NFL.

## Breve biografía

### Vida deportiva
Kopay estudió en la escuela secundaria Notre Dame de Sherman Oaks (California). Fue a estudiar Historia a la Universidad de Washington, donde fue parte el equipo de fútbol americano universitario de Washington, los Huskiesen 1961. Fue considerado como un running back All-America en su último año de la universidad, ayudando a los Huskies a llegar al Rose Bowl de 1964 donde fue cocapitán. Logró anotar 6 de los 7 únicos puntos que anotaron los Huskies en ese partido, el cual perdieron por 17-7 en contra del equipo de Illinois, liderados por los jugadores miembros de los Salones de la Fama Profesional Dick Butkus y Universitario Jim Grabowski. 
Al terminar la escuela no fue seleccionado en ningún draft (NFL o AFL), pero si fue contratado como agente libre como running back por los San Francisco 49ers. Fue seleccionado All-Pro en  sus últimos años. Jugó como profesional entre 1964 y 1972 para los equipos San Francisco 49ers (1964-1967), Detroit Lions (1968), Washington Redskins (1969-1970), New Orleans Saints (1971) y Green Bay Packers (1972). Solo participó en un solo partido de playoff a lo largo de toda su carrera como profesional, y fue en su único año con Green Bay, ya que fueron campeones de la División Central (10-4-0). Perdieron el partido de Playoffs Divisionales en contra de Washington por marcador de 16-3.

### Vida después del deporte
Tras retirarse de la NFL, fue considerado como uno de los principales candidatos a convertirse en entrenador, pero él cree que fue rechazado por equipos profesionales y universitarios por su orientación sexual. Pasó a trabajar como vendedor/comprador en el negocio de recubrimiento de suelos en Hollywood, California.
En su biografía de 1977, The David Kopay Story («La historia de David Kopay»), escrita por Perry Deane Young, explica con detalle los gustos sexuales de los jugadores heterosexuales y su homofobia. En 1989, Kopay también reveló un breve romance con Jerry Smith (1943–1986), que jugó para los Washington Redskins de 1965 a 1977 y que murió de sida sin haber revelado públicamente su homosexualidad. Desde la revelación de la homosexualidad de Kopay, otros dos exjugadores de la NFL han salido del armario, se trata de Roy Simmons en 1992 y Esera Tuaolo en 2002. Kopay ha sido nombrado como inspiración de estos atletas para ser más abiertos respecto a su orientación sexual.
Kopay aparece haciendo de él mismo en un pequeño pero importante papel en la película Tru Loved (2008). En su escena aparecen los actores Matthew Thompson y Alexandra Paul.
Es miembro de la dirección de la Gay and Lesbian Athletics Foundation. También hizo el papel de embajador de los Gay Games. Participó en los VII Gay Games en Chicago en julio de 2006, donde fue uno de los oradores de la ceremonia de apertura.
En septiembre de 2007, Kopay anunció que dejaría 1 millón de dólares en herencia al Q Center de la Universidad de Washington.